# Borys Prozenko
Borys Heorhijowytsch Prozenko (ukrainisch Борис Георгійович Проценко; * 21. August 1978 in Kiew, Ukrainische SSR, Sowjetunion) ist ein ehemaliger ukrainischer Eishockeyspieler und -scout, der mit der ukrainischen Nationalmannschaft an fünf Weltmeisterschaften teilnahm.

## Karriere
Borys Prozenko begann seine Karriere beim HK Sokil Kiew in seiner ukrainischen Geburtsstadt. 1994 wechselte er zu den Fernie Ghostriders nach Kanada. Nachdem er beim CHL Import Draft 1995 von den Calgary Hitmen in der ersten Runde als insgesamt erster Spieler des Drafts gezogen worden war, wechselte er in die Olympiastadt von 1988 und spielte dort drei Jahre in der Western Hockey League. Bis heute ist er drittbester Torschütze der Hitmen aller Zeiten nach Brad Moran und Pavel Brendl. In dieser Zeit wählten ihn die Pittsburgh Penguins, für die er jedoch nie spielen sollte, beim NHL Entry Draft 1996 in der dritten Runde als insgesamt 77. Spieler aus. Nach seiner Juniorenzeit spielte er zunächst vom Beginn der Saison 1998/99 in der American Hockey League für Syracuse Crunch und wurde im Saisonverlauf zum AHL All-Star Classic eingeladen. Anschließend ging er für ein Jahr zum Ligarivalen Wilkes-Barre/Scranton Penguins nach Pennsylvania. Die Spielzeit 2001/02 verbrachte er bei den Wheeling Nailers in der ECHL.
2001 verließ er Nordamerika und wechselte nach Russland, wo er sowohl in der russischen Superliga als auch unterklassig auf dem Eis stand. Anfang 2003 kehrte er zu seinem Stammverein Sokil Kiew zurück, für den er neben Einsätzen in der ukrainischen Eishockeyliga auch in der East European Hockey League spielte. Mit Sokil wurde er 2003 ukrainischer Meister. Bereits Ende des Jahres kehrte er in die Vereinigten Staaten zurück und kam dort zu weiteren Einsätzen in der AHL und der ECHL. 2004 kehrte er endgültig nach Osteuropa zurück, wo er zunächst vorwiegend beim HK Dinamo Minsk in der belarussischen Extraliga und ab 2006 beim HK Berkut spielte. 2008 beendete er seine Karriere, kam aber in der Saison 2010/11 noch einmal beim HK Podol Kiew, wie sich Berkut zwischenzeitlich nannte, zum Einsatz.
Nach seiner aktuven Karriere war Prozenko von 2007 bis 2020 als Amateurscout für die Dallas Stars aus der National Hockey League tätig.

### International
Im Juniorenbereich spielte Prozenko für die Ukraine lediglich bei der U18-C-Europameisterschaft 1994.
Für die Herren-Auswahl nahm Prozenko zunächst an der A-Weltmeisterschaft 2000 teil. Nach Umstellung auf das heutige Divisionensystem spielte er bei den Weltmeisterschaften der Top-Division 2001, 2002, 2003 und 2006.

## Erfolge und Auszeichnungen
- 1999 Teilnahme am AHL All-Star Classic
- 2003 Ukrainischer Meister mit dem HK Sokil Kiew